# 244 Sita
244 Sita (mednarodno ime je tudi 242 Sita) je asteroid tipa S v glavnem asteroidnem pasu. 
Pripada družini asteroidov Flora.

## Odkritje
Asteroid je odkril avstrijski astronom Johann Palisa 14. oktobra 1884 na Dunaju . 

## Lastnosti
Asteroid Sita obkroži Sonce v 3,21 letih. Njegova tirnica ima izsrednost 0,137 nagnjena pa je za 2,843° proti ekliptiki. Njegov premer je 10,95 km .